# Ernest Desmarest
Pour les articles homonymes, voir Desmarest.
Ernest-Léon-Joseph Desmarest, né à Paris le 19 mai 1815 et mort à Javerlhac le 3 mai 1901, est un avocat et homme politique français.

## Biographie
Ernest-Léon-Joseph Desmarest est le fils de Joseph Desmarest (1773-1855), employé supérieur à l'administration des contributions directes, et de Marie-Jeanne-Sophie Fortin (ou le Bel de Fortin), une créole de l'île Bourbon, dont la mère, Marie Françoise Grâce Vally divorcera puis se remariera le 16 décembre 1802 à Paris avec le poète Évariste de Parny.
Il a pour frère aîné Alfred-Hector Desmarest (1797-1864), banquier, père d'Eugène-Joseph Desmarest (1836-1898), sous-gouverneur de la Banque de France.

### Carrière d'avocat
Élève de l'Institution Massin de 1826 à 1832 et du collège Charlemagne, Ernest Desmarest devient avocat à la Cour d'appel de Paris le 11 novembre 1837. Secrétaire de Me Liouville et secrétaire de la Conférence en 1841-1842, membre du conseil de l'ordre de 1851 à 1867, bâtonnier de 1864 à 1866, il exerce jusqu'en 1892.
Desmarest a notamment été l'avocat de Claude-François-Xavier Considère (déjà condamné pour le complot dit « des Tours de Notre-Dame ») devant la Cour des pairs en 1841. Il a aussi défendu les intérêts d'Adrien Tournachon (en procès avec son frère pour l'utilisation du pseudonyme Nadar) en 1857. Il a également plaidé en faveur de plusieurs journaux tels que Le Siècle, Le Charivari ou encore La Revue de Paris.

### Engagement politique

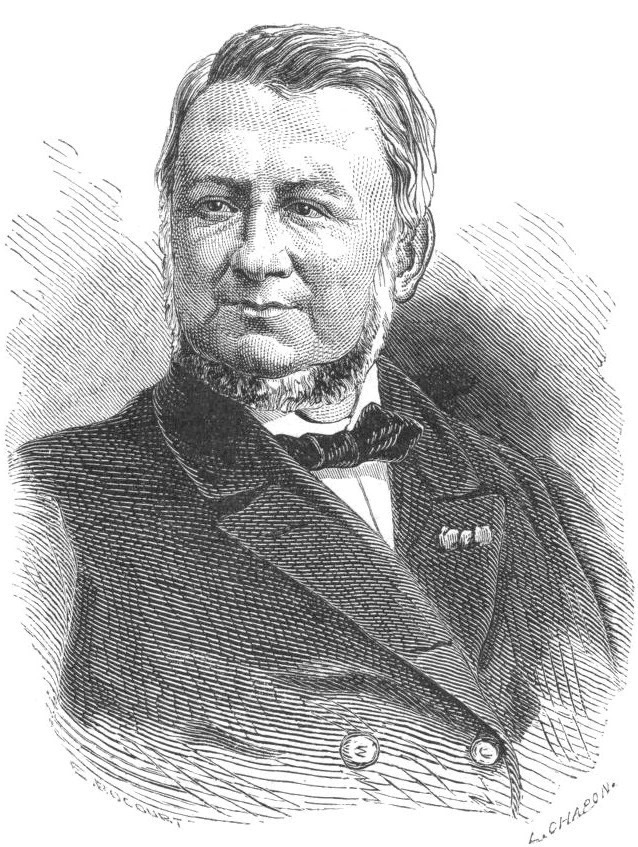
Portrait de Desmarest gravé par Bocourt d'après une photographie de Nadar (1864).

Pendant les premiers mois de la Deuxième République, Desmarest est chef de cabinet du ministre de la Justice Adolphe Crémieux. Lieutenant de la garde nationale, le jeune avocat est décoré de la Légion d'honneur au mois d'août après avoir été blessé (d'une balle dans le bras) pendant l'assaut de la barricade du faubourg Saint-Denis le 24 juin, lors des événements qui ont ensanglanté la capitale. Par arrêté du 13 octobre 1848, il est nommé adjoint au maire de l'ancien 3e arrondissement. Le mois suivant, il est l'un des membres fondateurs et secrétaires d'un comité politique républicain favorable au général Cavaignac, l'Association démocratique des amis de la Constitution. Ayant été l'un des premiers signataires de la pétition des « Amis de la Constitution » contre la loi du 31 mai 1850, il est révoqué de ses fonctions municipales. Daté du 14 mai 1850, le décret de révocation précède ou suit de peu l'annonce de la démission du maire du 3e arrondissement, Hamelin, et de ses deux adjoints, Gremilly et Desmarest.
Opposant au Second Empire, Desmarest décline toute candidature lors des élections de 1869 au Corps législatif par refus de prêter serment. En décembre 1860, il a pris la direction de La Critique française, revue philosophique et littéraire éditée par Henri Plon, à laquelle ont contribué des républicains tels que Garnier-Pagès, Laurent-Pichat ou Jules Barni. En 1862, Desmarest fonde avec Garnier-Pagès l'Association internationale pour le progrès des sciences sociales.
En septembre 1870, quelques jours après la proclamation de la République, il est nommé conseiller d’État et président du Conseil des prises. Il exerce peu de temps ces fonctions car il est élu maire du 9e arrondissement de Paris lors des élections de novembre 1870. Au second tour du scrutin, il a battu le maire sortant, Gustave Chaudey, avec 6 272 voix sur 8 295 votants.
Candidat aux élections du 8 février 1871, il remporte 60 871 voix sur 328 970 votants mais n'obtient pas de siège à l'Assemblée nationale.
En mars 1871, Desmarest tente de résister, aux côtés de Pierre Tirard et d'autres maires parisiens, face aux exigences du Comité central porté au pouvoir dans la capitale par l'insurrection du 18 mars. Présenté par les électeurs conservateurs du 9e arrondissement aux élections du 26 mars 1871, il est élu membre du Conseil de la Commune (le troisième dans son arrondissement, derrière Ranc et Parent) mais en démissionne aussitôt. Le 26 juillet suivant, en vue du second tour des élections au conseil municipal, les électeurs républicains du quartier Saint-Georges le choisissent pour candidat (en remplacement de Suret et Lefort, qui ont totalisé 615 voix au premier tour), mais il n'obtient que 861 voix.
Par la suite, il est le candidat des républicains dans la deuxième circonscription de l'arrondissement de Dieppe lors des élections législatives de 1877. Avec seulement 4 015 voix sur 12 155 votants, il est largement battu par le conservateur Armand Le Bourgeois, député sortant.
Veuf en premières noces de Catherine Bayard (qu'il avait épousée en 1846), Desmarest se remarie en 1876 avec Marie-Cécile-Mathilde Bouneau, veuve de Louis-Thomas-Laurent Brière de l'Isle et fille du pédiatre Jean-Baptiste Bouneau, propriétaire du château de Puymoger, à Javerlhac en Dordogne. Maire de cette commune de 1882 à 1886, Desmarest dirige Le Républicain de Nontron à partir de 1884. Résidant dans le château hérité par son épouse, il y meurt le 3 mai 1901.

## Publications
Ernest Desmarest a publié :
- (avec Hippolyte Rodrigues) De Constantine et de la domination française en Afrique, Paris, Delaunay, 1837.
- Les Principes et les hommes, esquisses rétrospectives, Paris, Delaunay, 1840.
- Les États provinciaux, essai sur la décentralisation, Paris, Librairie internationale, 1868.
- Les Acteurs du drame contemporain, silhouettes politiques : M. Gambetta, Paris, Dentu, 1882.

### Notices biographiques
- Bernard Noël, Dictionnaire de la Commune, Coaraze, L'Amourier éditions, coll. « Bio », avril 2021 (1re éd. 1971), 799 p. (ISBN 978-2-36418-060-4, ISSN 2259-6976, présentation en ligne), p. 262
- « Notice Desmarest », sur maitron.fr, Le Maitron, dictionnaire bibliographique du mouvement ouvrier et du mouvement social, Association Les Amis du Maitron (consulté le 7 août 2021)
- Gustave Vapereau, Dictionnaire universel des contemporains, Paris, Hachette, 1893, p. 459.
- Bulletin annuel de l'Association amicale des secrétaires et anciens secrétaires de la Conférence des avocats à Paris, 1898, p. 266.